# 特古馬山
46°43′08″N 9°21′22″E / 46.7188°N 9.356°E

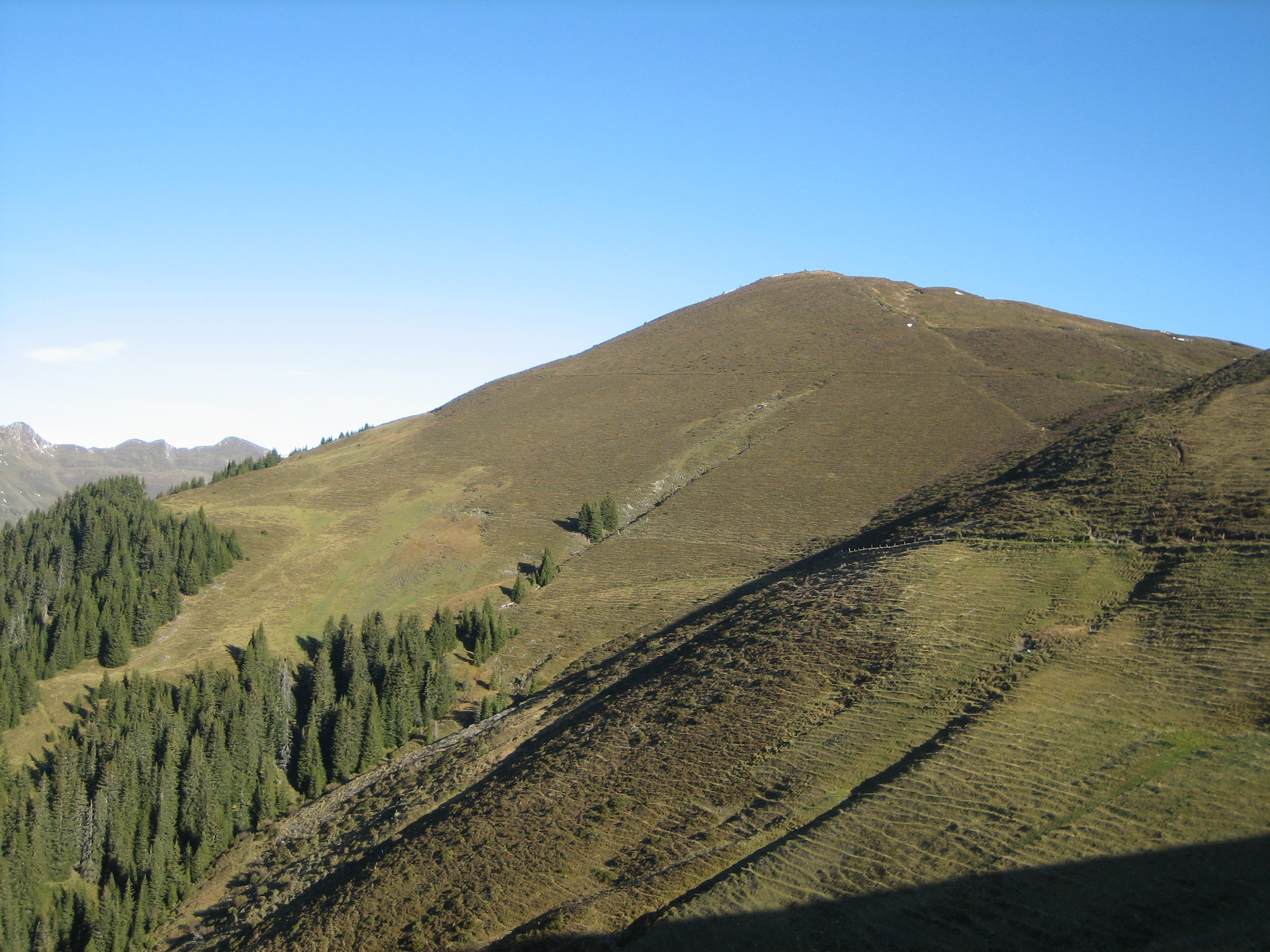

特古馬山（Tguma），是瑞士的山峰，位於該國東南部，由格勞賓登州負責管轄，屬於阿爾布拉山脈的一部分，距離呂施格拉特山2公里，海拔高度2,163米，每年平均降雨量1,929毫米。